# Liga Venezolana de Béisbol Profesional 2008-09
La temporada de la Liga Venezolana de Béisbol Profesional 2008-09 comenzó el 14 de octubre de 2008 y finalizó el 30 de enero de 2009. Al igual que en la temporada anterior, el título fue ganado por el equipo Tigres de Aragua, quienes lo agregan a su palmarés por octava ocasión en la historia de la franquicia, quinta vez en la década y por tercer año consecutivo, igualando de esta manera una marca que solo habían logrado hasta entonces los equipos Industriales de Valencia en 1961 y Leones del Caracas en 1982. En esta ocasión, el equipo campeón se adjudicó asimismo el título de la Serie del Caribe 2009, lo que representa la séptima corona regional para un equipo venezolano y la primera para los Tigres desde su fundación. Como curiosidad, los toleteros Pablo Sandoval y Maximiliano Ramierez rompieron la marca de más jonrones en una temporada para un novato, con trece y quince cuadrangulares, rompiendo la marca de siete vuelacercas, que obstentaban Luis Raven en la temporada 1993/94, y Mario Lisson en la 2007-08.

## Temporada regular
| Pos | Equipo                    | J  | G  | P  | AVE. | V  | Racha |
| --- | ------------------------- | -- | -- | -- | ---- | -- | ----- |
| 1   | Leones del Caracas        | 63 | 42 | 21 | .667 | -  | 2G    |
| 2   | Tigres de Aragua          | 63 | 36 | 27 | .571 | 6  | 1G    |
| 3   | Cardenales de Lara        | 63 | 33 | 30 | .524 | 9  | 1P    |
| 4   | Tiburones de La Guaira    | 63 | 31 | 32 | .492 | 11 | 3P    |
| 5   | Águilas del Zulia         | 63 | 31 | 32 | .492 | 11 | 4G    |
| 6   | Caribes de Anzoátegui     | 63 | 28 | 35 | .444 | 14 | 1P    |
| 7   | Navegantes del Magallanes | 63 | 28 | 35 | .444 | 14 | 1G    |
| 8   | Bravos de Margarita       | 63 | 23 | 40 | .365 | 19 | 2P    |

|  | Clasificó al Round Robin o Todos contra Todos |
|  | Quedó eliminado                               |

### Partidos
| Leones del Caracas        | Suspendido         | Caribes de Anzoátegui     | Alfonso Chico Carrasquel  | 14 de octubre | 7:30pm |               |
| Navegantes del Magallanes | 6 - 8              | Tiburones de La Guaira    | Universitario de Caracas  | 14 de octubre | 7:30pm |               |
| Águilas del Zulia         | 6 - 2              | Tigres de Aragua          | José Pérez Colmenares     | 14 de octubre | 7:30pm | Meridiano Max |
| Bravos de Margarita       | 1 - 0              | Cardenales de Lara        | Antonio Herrera Gutiérrez | 14 de octubre | 7:30pm | Promar TV     |
| Leones del Caracas        | 4 - 2              | Caribes de Anzoátegui     | Alfonso Chico Carrasquel  | 15 de octubre | 7:30pm | TVO           |
| Águilas del Zulia         | 6 - 2              | Tiburones de La Guaira    | Universitario de Caracas  | 15 de octubre | 7:30pm |               |
| Bravos de Margarita       | 3 - 1              | Tigres de Aragua          | José Pérez Colmenares     | 15 de octubre | 7:30pm |               |
| Cardenales de Lara        | 3 - 6              | Navegantes del Magallanes | José Bernardo Pérez       | 15 de octubre | 7:30pm | ESPN          |
| Leones del Caracas        | 5 - 6              | Caribes de Anzoátegui     | Alfonso Chico Carrasquel  | 16 de octubre | 7:30pm | Meridiano TV  |
| Bravos de Margarita       | 5 - 3              | Tiburones de La Guaira    | Universitario de Caracas  | 16 de octubre | 7:30pm |               |
| Águilas del Zulia         | 8 - 4              | Navegantes del Magallanes | José Bernardo Pérez       | 16 de octubre | 7:30pm | Meridiano Max |
| Caribes de Anzoátegui     | 3 - 4              | Bravos de Margarita       | Nueva Esparta             | 17 de octubre | 7:30pm |               |
| Navegantes del Magallanes | 3 - 4              | Tigres de Aragua          | José Pérez Colmenares     | 17 de octubre | 7:30pm | Meridiano TV  |
| Águilas del Zulia         | 6 - 18             | Leones del Caracas        | Universitario de Caracas  | 17 de octubre | 7:30pm |               |
| Tiburones de La Guaira    | 4 - 1              | Cardenales de Lara        | Antonio Herrera Gutiérrez | 17 de octubre | 7:30pm |               |
| Águilas del Zulia         | 6 - 5              | Navegantes del Magallanes | José Bernardo Pérez       | 18 de octubre | 5:00pm | Meridiano TV  |
| Tiburones de La Guaira    | 4 - 8              | Cardenales de Lara        | Antonio Herrera Gutiérrez | 18 de octubre | 5:30pm | Promar TV     |
| Tigres de Aragua          | 9 - 2              | Leones del Caracas        | Universitario de Caracas  | 18 de octubre | 6:00pm | Meridiano Max |
| Caribes de Anzoátegui     | 8 - 3              | Bravos de Margarita       | Nueva Esparta             | 18 de octubre | 7:00pm |               |
| Tiburones de La Guaira    | 2 - 8              | Leones del Caracas        | Universitario de Caracas  | 19 de octubre | 1:00pm | Venevisión    |
| Águilas del Zulia         | 6 - 8 (10 innings) | Cardenales de Lara        | Antonio Herrera Gutiérrez | 19 de octubre | 4:00pm | Promar TV     |
| Tigres de Aragua          | 4 - 5              | Navegantes del Magallanes | José Bernardo Pérez       | 19 de octubre | 5:30pm | Meridiano Max |
| Caribes de Anzoátegui     | 2 - 1              | Bravos de Margarita       | Nueva Esparta             | 19 de octubre | 7:00pm |               |

| Cardenales de Lara        | 8 - 4      | Tigres de Aragua          | José Pérez Colmenares     | 21 de octubre | 7:30pm | Meridiano TV  |
| Bravos de Margarita       | 2 - 9      | Navegantes del Magallanes | José Bernardo Pérez       | 21 de octubre | 7:30pm |               |
| Leones del Caracas        | 12 - 5     | Águilas del Zulia         | Luis Aparicio "El Grande" | 21 de octubre | 7:30pm | Meridiano Max |
| Navegantes del Magallanes | 6 - 5      | Caribes de Anzoátegui     | Alfonso Chico Carrasquel  | 22 de octubre | 7:30pm | TVO           |
| Cardenales de Lara        | 5 - 8      | Tiburones de La Guaira    | Universitario de Caracas  | 22 de octubre | 7:30pm |               |
| Bravos de Margarita       | 5 - 0      | Tigres de Aragua          | José Pérez Colmenares     | 22 de octubre | 7:30pm | ESPN          |
| Leones del Caracas        | 1 - 4      | Águilas del Zulia         | Luis Aparicio "El Grande" | 22 de octubre | 7:30pm | Meridiano Max |
| Navegantes del Magallanes | 2 - 6      | Caribes de Anzoátegui     | Alfonso Chico Carrasquel  | 23 de octubre | 7:30pm | TVO           |
| Tigres de Aragua          | Suspendido | Tiburones de La Guaira    | Universitario de Caracas  | 23 de octubre | 7:30pm |               |
| Bravos de Margarita       | 3 - 6      | Cardenales de Lara        | Antonio Herrera Gutiérrez | 23 de octubre | 7:30pm | Meridiano TV  |
| Leones del Caracas        | 3 - 10     | Águilas del Zulia         | Luis Aparicio "El Grande" | 23 de octubre | 7:30pm | Meridiano Max |
| Tigres de Aragua          | 9 - 1      | Caribes de Anzoátegui     | Alfonso Chico Carrasquel  | 24 de octubre | 7:30pm | TVO           |
| Navegantes del Magallanes | 12 - 3     | Tiburones de La Guaira    | Universitario de Caracas  | 24 de octubre | 7:30pm |               |
| Leones del Caracas        | 11 - 2     | Cardenales de Lara        | Antonio Herrera Gutiérrez | 24 de octubre | 7:30pm | Meridiano TV  |
| Bravos de Margarita       | 4 - 0      | Águilas del Zulia         | Luis Aparicio "El Grande" | 24 de octubre | 7:30pm |               |
| Leones del Caracas        | 5 - 7      | Tiburones de La Guaira    | Universitario de Caracas  | 25 de octubre | 4:30pm | Meridiano TV  |
| Cardenales de Lara        | 2 - 3      | Navegantes del Magallanes | José Bernardo Pérez       | 25 de octubre | 5:30pm |               |
| Bravos de Margarita       | 0 - 13     | Águilas del Zulia         | Luis Aparicio "El Grande" | 25 de octubre | 5:30pm |               |
| Tigres de Aragua          | 3 - 1      | Caribes de Anzoátegui     | Alfonso Chico Carrasquel  | 25 de octubre | 6:00pm | TVO           |
| Bravos de Margarita       | 2 - 7      | Águilas del Zulia         | Luis Aparicio "El Grande" | 26 de octubre | 1:00pm | Venevisión    |
| Tiburones de La Guaira    | 4 - 5      | Leones del Caracas        | Universitario de Caracas  | 26 de octubre | 5:00pm | Meridiano Max |
| Cardenales de Lara        | 9 - 8      | Navegantes del Magallanes | José Bernardo Pérez       | 26 de octubre | 5:30pm |               |
| Tigres de Aragua          | 8 - 7      | Caribes de Anzoátegui     | Alfonso Chico Carrasquel  | 26 de octubre | 6:00pm | TVO           |

| Tiburones de La Guaira    | 2 - 4  | Bravos de Margarita       | Nueva Esparta             | 28 de octubre                     | 7:30pm |               |
| Caribes de Anzoátegui     | 1 - 3  | Leones del Caracas        | Universitario de Caracas  | 28 de octubre                     | 7:30pm | Meridiano TV  |
| Águilas del Zulia         | 1 - 5  | Cardenales de Lara        | Antonio Herrera Gutiérrez | 28 de octubre                     | 7:30pm | Promar TV     |
| Tiburones de La Guaira    | 0 - 1  | Bravos de Margarita       | Nueva Esparta             | 29 de octubre                     | 7:30pm |               |
| Cardenales de Lara        | 5 - 12 | Leones del Caracas        | Universitario de Caracas  | 29 de octubre                     | 7:30pm | Meridiano Max |
| Caribes de Anzoátegui     | 11 - 4 | Tigres de Aragua          | José Pérez Colmenares     | 29 de octubre                     | 7:30pm |               |
| Águilas del Zulia         | 7 - 0  | Navegantes del Magallanes | José Bernardo Pérez       | 29 de octubre                     | 7:30pm | ESPN          |
| Tiburones de La Guaira    | 5 - 1  | Bravos de Margarita       | Nueva Esparta             | 30 de octubre                     | 7:30pm |               |
| Águilas del Zulia         | 6 - 8  | Leones del Caracas        | Universitario de Caracas  | 30 de octubre                     | 7:30pm |               |
| Cardenales de Lara        | 6 - 5  | Tigres de Aragua          | José Pérez Colmenares     | 30 de octubre                     | 7:30pm | Meridiano Max |
| Caribes de Anzoátegui     | 7 - 13 | Navegantes del Magallanes | José Bernardo Pérez       | 30 de octubre                     | 7:30pm | Meridiano TV  |
| Águilas del Zulia         | 6 - 4  | Bravos de Margarita       | Nueva Esparta             | 31 de octubre                     | 7:30pm |               |
| Tiburones de La Guaira    | 7 - 16 | Leones del Caracas        | Universitario de Caracas  | 31 de octubre                     | 7:30pm | Meridiano TV  |
| Navegantes del Magallanes | 5 - 8  | Tigres de Aragua          | José Pérez Colmenares     | 31 de octubre                     | 7:30pm |               |
| Caribes de Anzoátegui     | 4 - 13 | Cardenales de Lara        | Antonio Herrera Gutiérrez | 31 de octubre                     | 7:30pm |               |
| Águilas del Zulia         | 7 - 4  | Bravos de Margarita       | Nueva Esparta             | 1 de noviembre                    | 5:30pm |               |
| Águilas del Zulia         | 6 - 0  | Bravos de Margarita       | Nueva Esparta             | 1 de noviembre                    | 8:30pm |               |
| Caribes de Anzoátegui     | 2 - 4  | Cardenales de Lara        | Antonio Herrera Gutiérrez | 1 de noviembre                    | 5:30pm | Promar TV     |
| Leones del Caracas        | 7 - 1  | Navegantes del Magallanes | José Bernardo Pérez       | 1 de noviembre                    | 5:30pm | Meridiano TV  |
| Tigres de Aragua          | 9 - 10 | Tiburones de La Guaira    | Universitario de Caracas  | 1 de noviembre                    | 6:00pm |               |
| Navegantes del Magallanes | 7 - 8  | Cardenales de Lara        | Antonio Herrera Gutiérrez | 2 de noviembre Día de los Muertos | 1:00pm | Venevisión    |
| Caribes de Anzoátegui     | 4 - 10 | Leones del Caracas        | Universitario de Caracas  | 2 de noviembre Día de los Muertos | 5:00pm | Meridiano Max |
| Tiburones de La Guaira    | 4 - 5  | Tigres de Aragua          | José Pérez Colmenares     | 2 de noviembre Día de los Muertos | 5:30pm |               |
| Águilas del Zulia         | 3 - 5  | Bravos de Margarita       | Nueva Esparta             | 2 de noviembre Día de los Muertos | 7:00pm |               |

| Caribes de Anzoátegui     | 3 - 4  | Tiburones de La Guaira    | Universitario de Caracas  | 3 de noviembre | 7:30pm | Meridiano TV  |
| Tigres de Aragua          | 2 - 9  | Leones del Caracas        | Universitario de Caracas  | 4 de noviembre | 7:30pm | Meridiano TV  |
| Navegantes del Magallanes | 9 - 5  | Águilas del Zulia         | Luis Aparicio "El Grande" | 4 de noviembre | 7:30pm |               |
| Tiburones de La Guaira    | 3 - 11 | Caribes de Anzoátegui     | Alfonso Chico Carrasquel  | 5 de noviembre | 7:30pm | TVO           |
| Bravos de Margarita       | 1 - 8  | Leones del Caracas        | Universitario de Caracas  | 5 de noviembre | 7:30pm | ESPN          |
| Cardenales de Lara        | 2 - 11 | Tigres de Aragua          | José Pérez Colmenares     | 5 de noviembre | 7:30pm | Meridiano Max |
| Navegantes del Magallanes | 0 - 6  | Águilas del Zulia         | Luis Aparicio "El Grande" | 5 de noviembre | 7:30pm |               |
| Tiburones de La Guaira    | 5 - 7  | Caribes de Anzoátegui     | Alfonso Chico Carrasquel  | 6 de noviembre | 7:30pm | Meridiano TV  |
| Cardenales de Lara        | 5 - 6  | Leones del Caracas        | Universitario de Caracas  | 6 de noviembre | 7:30pm | Meridiano Max |
| Bravos de Margarita       | 7 - 6  | Tigres de Aragua          | José Pérez Colmenares     | 6 de noviembre | 7:30pm |               |
| Cardenales de Lara        | 6 - 5  | Caribes de Anzoátegui     | Alfonso Chico Carrasquel  | 7 de noviembre | 7:30pm | Meridiano TV  |
| Leones del Caracas        | 1 - 6  | Tiburones de La Guaira    | Universitario de Caracas  | 7 de noviembre | 7:30pm | Meridiano Max |
| Bravos de Margarita       | 5 - 8  | Navegantes del Magallanes | José Bernardo Pérez       | 7 de noviembre | 7:30pm |               |
| Tigres de Aragua          | 4 - 2  | Águilas del Zulia         | Luis Aparicio "El Grande" | 7 de noviembre | 7:30pm |               |
| Cardenales de Lara        | 2 - 3  | Caribes de Anzoátegui     | Alfonso Chico Carrasquel  | 8 de noviembre | 5:30pm | Meridiano TV  |
| Cardenales de Lara        | 1 - 2  | Caribes de Anzoátegui     | Alfonso Chico Carrasquel  | 8 de noviembre | 8:30pm | Meridiano TV  |
| Bravos de Margarita       | 5 - 13 | Leones del Caracas        | Universitario de Caracas  | 8 de noviembre | 5:30pm |               |
| Tiburones de La Guaira    | 10 - 6 | Navegantes del Magallanes | José Bernardo Pérez       | 8 de noviembre | 5:30pm | Meridiano Max |
| Tigres de Aragua          | 1 - 2  | Águilas del Zulia         | Luis Aparicio "El Grande" | 8 de noviembre | 5:30pm |               |
| Bravos de Margarita       | 3 - 0  | Tiburones de La Guaira    | Universitario de Caracas  | 9 de noviembre | 1:00pm |               |
| Tigres de Aragua          | 4 - 2  | Águilas del Zulia         | Luis Aparicio "El Grande" | 9 de noviembre | 4:00pm |               |
| Leones del Caracas        | 8 - 2  | Navegantes del Magallanes | José Bernardo Pérez       | 9 de noviembre | 5:30pm | Venevisión    |
| Cardenales de Lara        | 4 - 5  | Caribes de Anzoátegui     | Alfonso Chico Carrasquel  | 9 de noviembre | 6:00pm | TVO           |

| Cardenales de Lara        | 8 - 9      | Bravos de Margarita       | Nueva Esparta             | 11 de noviembre | 7:30pm |                          |
| Caribes de Anzoátegui     | 10 - 6     | Tiburones de La Guaira    | Universitario de Caracas  | 11 de noviembre | 7:30pm |                          |
| Leones del Caracas        | 3 - 2      | Tigres de Aragua          | José Pérez Colmenares     | 11 de noviembre | 7:30pm | Meridiano TV             |
| Águilas del Zulia         | 1 - 4      | Navegantes del Magallanes | José Bernardo Pérez       | 11 de noviembre | 7:30pm |                          |
| Cardenales de Lara        | 9 - 4      | Bravos de Margarita       | Nueva Esparta             | 12 de noviembre | 7:30pm |                          |
| Águilas del Zulia         | Suspendido | Tiburones de La Guaira    | Universitario de Caracas  | 12 de noviembre | 7:30pm |                          |
| Caribes de Anzoátegui     | 3 - 4      | Navegantes del Magallanes | José Bernardo Pérez       | 12 de noviembre | 7:30pm |                          |
| Águilas del Zulia         | 10 - 11    | Tiburones de La Guaira    | Universitario de Caracas  | 13 de noviembre | 5:30pm |                          |
| Águilas del Zulia         | 4 - 11     | Tiburones de La Guaira    | Universitario de Caracas  | 13 de noviembre | 8:30pm |                          |
| Tigres de Aragua          | 10 - 6     | Navegantes del Magallanes | José Bernardo Pérez       | 13 de noviembre | 7:30pm | Meridiano TV             |
| Caribes de Anzoátegui     | 9 - 10     | Cardenales de Lara        | Antonio Herrera Gutiérrez | 13 de noviembre | 7:30pm | Promar TV                |
| Navegantes del Magallanes | 3 - 4      | Bravos de Margarita       | Nueva Esparta             | 14 de noviembre | 7:30pm | Meridiano Max            |
| Caribes de Anzoátegui     | 5 - 2      | Leones del Caracas        | Universitario de Caracas  | 14 de noviembre | 7:30pm |                          |
| Águilas del Zulia         | 7 - 2      | Tigres de Aragua          | José Pérez Colmenares     | 14 de noviembre | 7:30pm |                          |
| Tiburones de La Guaira    | 3 - 4      | Cardenales de Lara        | Antonio Herrera Gutiérrez | 14 de noviembre | 7:30pm | Meridiano TV             |
| Tiburones de La Guaira    | 6 - 4      | Cardenales de Lara        | Antonio Herrera Gutiérrez | 15 de noviembre | 5:00pm | Meridiano TV             |
| Caribes de Anzoátegui     | 4 - 5      | Tigres de Aragua          | José Pérez Colmenares     | 15 de noviembre | 5:30pm |                          |
| Águilas del Zulia         | 5 - 9      | Leones del Caracas        | Universitario de Caracas  | 15 de noviembre | 6:00pm |                          |
| Navegantes del Magallanes | 6 - 8      | Bravos de Margarita       | Nueva Esparta             | 15 de noviembre | 7:00pm | Meridiano Max            |
| Leones del Caracas        | 3 - 2      | Tigres de Aragua          | José Pérez Colmenares     | 16 de noviembre | 1:00pm | Venevisión               |
| Caribes de Anzoátegui     | 2 - 4      | Tiburones de La Guaira    | Universitario de Caracas  | 16 de noviembre | 5:00pm |                          |
| Navegantes del Magallanes | 4 - 5      | Bravos de Margarita       | Nueva Esparta             | 16 de noviembre | 6:00pm | Venevisión Meridiano Max |

| Cardenales de Lara        | 5 - 7      | Águilas del Zulia         | Luis Aparicio "El Grande" | 17 de noviembre | 7:30pm  | Meridiano TV  |
| Bravos de Margarita       | 5 - 6      | Caribes de Anzoátegui     | Alfonso Chico Carrasquel  | 18 de noviembre | 7:30pm  | TVO           |
| Tiburones de La Guaira    | 3 - 5      | Tigres de Aragua          | José Pérez Colmenares     | 18 de noviembre | 7:30pm  |               |
| Navegantes del Magallanes | 3 - 2      | Leones del Caracas        | Universitario de Caracas  | 18 de noviembre | 7:30pm  | Venevisión    |
| Cardenales de Lara        | 6 - 1      | Águilas del Zulia         | Luis Aparicio "El Grande" | 18 de noviembre | 11:00am | Meridiano TV  |
| Bravos de Margarita       | 9 - 6      | Caribes de Anzoátegui     | Alfonso Chico Carrasquel  | 19 de noviembre | 7:30pm  | TVO           |
| Leones del Caracas        | 1 - 6      | Tiburones de La Guaira    | Universitario de Caracas  | 19 de noviembre | 7:30pm  | Meridiano Max |
| Tigres de Aragua          | 6 - 2      | Navegantes del Magallanes | José Bernardo Pérez       | 19 de noviembre | 7:30pm  | ESPN          |
| Cardenales de Lara        | 11 - 3     | Águilas del Zulia         | Luis Aparicio "El Grande" | 19 de noviembre | 7:30pm  |               |
| Bravos de Margarita       | Suspendido | Leones del Caracas        | Universitario de Caracas  | 20 de noviembre | 7:30pm  | Meridiano Max |
| Navegantes del Magallanes | 1 - 3      | Tigres de Aragua          | José Pérez Colmenares     | 20 de noviembre | 7:30pm  | Meridiano TV  |
| Cardenales de Lara        | 8 - 4      | Águilas del Zulia         | Luis Aparicio "El Grande" | 20 de noviembre | 7:30pm  |               |
| Tiburones de La Guaira    | 5 - 3      | Caribes de Anzoátegui     | Alfonso Chico Carrasquel  | 21 de noviembre | 7:30pm  | TVO           |
| Navegantes del Magallanes | 2 - 7      | Leones del Caracas        | Universitario de Caracas  | 21 de noviembre | 7:30pm  | Meridiano TV  |
| Bravos de Margarita       | 2 - 7      | Cardenales de Lara        | Antonio Herrera Gutiérrez | 21 de noviembre | 7:30pm  | Meridiano Max |
| Tigres de Aragua          | 10 - 5     | Águilas del Zulia         | Luis Aparicio "El Grande" | 21 de noviembre | 7:30pm  |               |
| Tigres de Aragua          | Suspendido | Águilas del Zulia         | Luis Aparicio "El Grande" | 22 de noviembre | 1:00pm  |               |
| Bravos de Margarita       | 3 - 6      | Leones del Caracas        | Universitario de Caracas  | 22 de noviembre | 2:00pm  | Meridiano TV  |
| Navegantes del Magallanes | 2 - 3      | Cardenales de Lara        | Antonio Herrera Gutiérrez | 22 de noviembre | 5:00pm  | Meridiano Max |
| Tiburones de La Guaira    | 4 - 2      | Caribes de Anzoátegui     | Alfonso Chico Carrasquel  | 22 de noviembre | 6:00pm  | TVO           |

| Navegantes del Magallanes | 6 - 4              | Tiburones de La Guaira    | Universitario de Caracas  | 24 de noviembre | 7:30pm | Meridiano TV  |
| Leones del Caracas        | 6 - 8              | Tigres de Aragua          | José Pérez Colmenares     | 24 de noviembre | 7:30pm | Meridiano Max |
| Bravos de Margarita       | 1 - 2              | Leones del Caracas        | Universitario de Caracas  | 25 de noviembre | 7:30pm | Meridiano Max |
| Águilas del Zulia         | 7 - 1              | Caribes de Anzoátegui     | Alfonso Chico Carrasquel  | 25 de noviembre | 7:30pm | TVO           |
| Tiburones de La Guaira    | 0 - 1              | Tigres de Aragua          | José Pérez Colmenares     | 25 de noviembre | 7:30pm | Meridiano TV  |
| Navegantes del Magallanes | 0 - 2              | Cardenales de Lara        | Antonio Herrera Gutiérrez | 25 de noviembre | 7:30pm | Promar TV     |
| Bravos de Margarita       | 2 - 1              | Leones del Caracas        | Universitario de Caracas  | 26 de noviembre | 7:30pm | Meridiano Max |
| Navegantes del Magallanes | 3 - 5              | Tigres de Aragua          | José Pérez Colmenares     | 26 de noviembre | 7:30pm |               |
| Águilas del Zulia         | 4 - 6              | Caribes de Anzoátegui     | Alfonso Chico Carrasquel  | 26 de noviembre | 7:30pm | TVO           |
| Cardenales de Lara        | 22 - 20            | Tiburones de La Guaira    | Universitario de Caracas  | 26 de noviembre | 7:30pm | ESPN          |
| Águilas del Zulia         | 4 - 5              | Caribes de Anzoátegui     | Alfonso Chico Carrasquel  | 27 de noviembre | 7:30pm | TVO           |
| Cardenales de Lara        | 8 - 13             | Tiburones de La Guaira    | Universitario de Caracas  | 27 de noviembre | 7:30pm | Meridiano TV  |
| Navegantes del Magallanes | 7 - 9              | Tigres de Aragua          | José Pérez Colmenares     | 27 de noviembre | 7:30pm |               |
| Cardenales de Lara        | 11 - 6             | Bravos de Margarita       | Nueva Esparta             | 28 de noviembre | 7:30pm |               |
| Caribes de Anzoátegui     | 4 - 9              | Leones del Caracas        | Universitario de Caracas  | 28 de noviembre | 7:30pm | Meridiano Max |
| Tigres de Aragua          | 6 - 7              | Navegantes del Magallanes | José Bernardo Pérez       | 28 de noviembre | 7:30pm | Meridiano TV  |
| Tiburones de La Guaira    | 1 - 11             | Águilas del Zulia         | Luis Aparicio "El Grande" | 29 de noviembre | 5:30pm |               |
| Caribes de Anzoátegui     | 9 - 8              | Navegantes del Magallanes | José Bernardo Pérez       | 29 de noviembre | 5:30pm | Meridiano TV  |
| Tigres de Aragua          | 12 - 11            | Leones del Caracas        | Universitario de Caracas  | 29 de noviembre | 6:00pm | Meridiano Max |
| Cardenales de Lara        | 4 - 11             | Bravos de Margarita       | Nueva Esparta             | 29 de noviembre | 7:00pm |               |
| Navegantes del Magallanes | 4 - 5 (10 innings) | Leones del Caracas        | Universitario de Caracas  | 30 de noviembre | 1:00pm | Venevisión    |
| Tiburones de La Guaira    | 5 - 8              | Águilas del Zulia         | Luis Aparicio "El Grande" | 30 de noviembre | 4:00pm |               |
| Caribes de Anzoátegui     | 1 - 8              | Tigres de Aragua          | José Pérez Colmenares     | 30 de noviembre | 5:30pm |               |
| Cardenales de Lara        | 2 - 1              | Bravos de Margarita       | Nueva Esparta             | 30 de noviembre | 6:00pm | Venevisión    |

| Bravos de Margarita       | Suspendido | Tiburones de La Guaira    | Universitario de Caracas  | 2 de diciembre | 7:30pm |               |
| Leones del Caracas        | 2 - 4      | Navegantes del Magallanes | José Bernardo Pérez       | 2 de diciembre | 7:30pm | Meridiano TV  |
| Tigres de Aragua          | 13 - 14    | Cardenales de Lara        | Antonio Herrera Gutiérrez | 2 de diciembre | 7:30pm | Meridiano Max |
| Caribes de Anzoátegui     | 0 - 3      | Águilas del Zulia         | Luis Aparicio "El Grande" | 2 de diciembre | 7:30pm |               |
| Leones del Caracas        | 6 - 9      | Tiburones de La Guaira    | Universitario de Caracas  | 3 de diciembre | 7:30pm | ESPN          |
| Cardenales de Lara        | 4 - 2      | Tigres de Aragua          | José Pérez Colmenares     | 3 de diciembre | 7:30pm |               |
| Bravos de Margarita       | 4 - 6      | Navegantes del Magallanes | José Bernardo Pérez       | 3 de diciembre | 7:30pm | Meridiano Max |
| Caribes de Anzoátegui     | 5 - 6      | Águilas del Zulia         | Luis Aparicio "El Grande" | 3 de diciembre | 7:30pm |               |
| Bravos de Margarita       | 13 - 4     | Tiburones de La Guaira    | Universitario de Caracas  | 4 de diciembre | 4:00pm |               |
| Bravos de Margarita       | 4 - 2      | Tiburones de La Guaira    | Universitario de Caracas  | 4 de diciembre | 7:00pm |               |
| Caribes de Anzoátegui     | 1 - 3      | Águilas del Zulia         | Luis Aparicio "El Grande" | 4 de diciembre | 5:30pm |               |
| Caribes de Anzoátegui     | 7 - 1      | Águilas del Zulia         | Luis Aparicio "El Grande" | 4 de diciembre | 8:30pm |               |
| Leones del Caracas        | 1 - 3      | Tigres de Aragua          | José Pérez Colmenares     | 4 de diciembre | 7:30pm | Meridiano Max |
| Navegantes del Magallanes | 1 - 4      | Cardenales de Lara        | Antonio Herrera Gutiérrez | 4 de diciembre | 7:30pm | Meridiano TV  |
| Tigres de Aragua          | 4 - 12     | Leones del Caracas        | Universitario de Caracas  | 5 de diciembre | 7:30pm | Meridiano Max |
| Tiburones de La Guaira    | 7 - 3      | Navegantes del Magallanes | José Bernardo Pérez       | 5 de diciembre | 7:30pm | Meridiano TV  |
| Bravos de Margarita       | 4 - 2      | Cardenales de Lara        | Antonio Herrera Gutiérrez | 5 de diciembre | 7:30pm | Promar TV     |
| Leones del Caracas        | 3 - 0      | Caribes de Anzoátegui     | Alfonso Chico Carrasquel  | 6 de diciembre | 5:00pm | TVO           |
| Leones del Caracas        | 9 - 11     | Caribes de Anzoátegui     | Alfonso Chico Carrasquel  | 6 de diciembre | 8:30pm | TVO           |
| Cardenales de Lara        | 0 - 2      | Águilas del Zulia         | Luis Aparicio "El Grande" | 6 de diciembre | 5:30pm |               |
| Bravos de Margarita       | 4 - 11     | Navegantes del Magallanes | José Bernardo Pérez       | 6 de diciembre | 5:30pm | Meridiano Max |
| Tiburones de La Guaira    | 4 - 7      | Tigres de Aragua          | José Pérez Colmenares     | 6 de diciembre | 5:30pm | Meridiano TV  |
| Navegantes del Magallanes | 5 - 11     | Tiburones de La Guaira    | Universitario de Caracas  | 7 de diciembre | 1:00pm | Venevisión    |
| Águilas del Zulia         | 2 - 8      | Cardenales de Lara        | Antonio Herrera Gutiérrez | 7 de diciembre | 4:00pm | Promar TV     |
| Bravos de Margarita       | 5 - 6      | Tigres de Aragua          | José Pérez Colmenares     | 7 de diciembre | 5:30pm |               |
| Bravos de Margarita       | 2 - 1      | Tigres de Aragua          | José Pérez Colmenares     | 7 de diciembre | 8:30pm |               |
| Leones del Caracas        | 3 - 2      | Caribes de Anzoátegui     | Alfonso Chico Carrasquel  | 7 de diciembre | 6:00pm | Venevisión    |

| Dominicana | 3 - 4 | Venezuela | Universitario de Caracas | 9 de diciembre | 7:30pm | Tves, Meridiano TV Meridiano Max |

| Navegantes del Magallanes | 5 - 7   | Bravos de Margarita       | Nueva Esparta                       | 10 de diciembre | 7:30pm |               |
| Tigres de Aragua          | 3 - 8   | Caribes de Anzoátegui     | Alfonso Chico Carrasquel            | 10 de diciembre | 7:30pm | TVO           |
| Tiburones de La Guaira    | 2 - 4   | Leones del Caracas        | Universitario de Caracas            | 10 de diciembre | 7:30pm | ESPN          |
| Águilas del Zulia         | 2 - 13  | Cardenales de Lara        | Antonio Herrera Gutiérrez de Carora | 10 de diciembre | 7:30pm | Promar TV     |
| Navegantes del Magallanes | 5 - 6   | Bravos de Margarita       | Nueva Esparta                       | 11 de diciembre | 7:30pm | Meridiano TV  |
| Tigres de Aragua          | 10 - 11 | Caribes de Anzoátegui     | Alfonso Chico Carrasquel            | 11 de diciembre | 7:30pm | TVO           |
| Águilas del Zulia         | 8 - 11  | Leones del Caracas        | Universitario de Caracas            | 11 de diciembre | 7:30pm | Meridiano Max |
| Tiburones de La Guaira    | 5 - 4   | Cardenales de Lara        | Antonio Herrera Gutiérrez           | 11 de diciembre | 7:30pm | Promar TV     |
| Tigres de Aragua          | 7 - 6   | Bravos de Margarita       | Nueva Esparta                       | 12 de diciembre | 7:30pm | Meridiano TV  |
| Caribes de Anzoátegui     | 7 - 5   | Tigres de Aragua          | José Pérez Colmenares               | 12 de diciembre | 7:30pm |               |
| Águilas del Zulia         | 5 - 3   | Navegantes del Magallanes | José Bernardo Pérez                 | 12 de diciembre | 7:30pm | Meridiano Max |
| Leones del Caracas        | 4 - 5   | Cardenales de Lara        | Antonio Herrera Gutiérrez           | 12 de diciembre | 7:30pm | Promar TV     |
| Tigres de Aragua          | 4 - 0   | Bravos de Margarita       | Nueva Esparta                       | 13 de diciembre | 5:30pm | Meridiano TV  |
| Tigres de Aragua          | 5 - 0   | Bravos de Margarita       | Nueva Esparta                       | 13 de diciembre | 8:30pm | Meridiano TV  |
| Caribes de Anzoátegui     | 7 - 10  | Navegantes del Magallanes | José Bernardo Pérez                 | 13 de diciembre | 5:30pm | Meridiano Max |
| Leones del Caracas        | 5 - 1   | Cardenales de Lara        | Antonio Herrera Gutiérrez           | 13 de diciembre | 5:30pm |               |
| Águilas del Zulia         | 1 - 7   | Tiburones de La Guaira    | Universitario de Caracas            | 13 de diciembre | 6:00pm |               |
| Águilas del Zulia         | 5 - 6   | Tiburones de La Guaira    | Universitario de Caracas            | 14 de diciembre | 1:00pm | Venevisión    |
| Caribes de Anzoátegui     | 7 - 6   | Cardenales de Lara        | Antonio Herrera Gutiérrez           | 14 de diciembre | 4:00pm | Promar TV     |
| Leones del Caracas        | 6 - 7   | Navegantes del Magallanes | José Bernardo Pérez                 | 14 de diciembre | 6:00pm | Venevisión    |
| Tigres de Aragua          | 7 - 6   | Bravos de Margarita       | Nueva Esparta                       | 14 de diciembre | 7:00pm |               |

| Navegantes del Magallanes | 3 - 1      | Caribes de Anzoátegui     | Alfonso Chico Carrasquel  | 16 de diciembre | 7:30pm | Meridiano Max |
| Cardenales de Lara        | 2 - 8      | Leones del Caracas        | Universitario de Caracas  | 16 de diciembre | 7:30pm | Meridiano TV  |
| Bravos de Margarita       | 10 - 11    | Tigres de Aragua          | José Pérez Colmenares     | 16 de diciembre | 7:30pm |               |
| Tiburones de La Guaira    | 2 - 9      | Águilas del Zulia         | Luis Aparicio "El Grande" | 16 de diciembre | 7:30pm |               |
| Navegantes del Magallanes | 8 - 3      | Caribes de Anzoátegui     | Alfonso Chico Carrasquel  | 17 de diciembre | 7:30pm | Meridiano Max |
| Tiburones de La Guaira    | 11 - 3     | Águilas del Zulia         | Luis Aparicio "El Grande" | 17 de diciembre | 7:30pm |               |
| Cardenales de Lara        | 5 - 7      | Tigres de Aragua          | José Pérez Colmenares     | 17 de diciembre | 7:30pm | Promar TV     |
| Bravos de Margarita       | 4 - 12     | Leones del Caracas        | Universitario de Caracas  | 17 de diciembre | 5:00pm | ESPN          |
| Bravos de Margarita       | 2 - 9      | Leones del Caracas        | Universitario de Caracas  | 17 de diciembre | 8:30pm | ESPN          |
| Bravos de Margarita       | 0 - 1      | Caribes de Anzoátegui     | Alfonso Chico Carrasquel  | 18 de diciembre | 7:30pm | Meridiano Max |
| Navegantes del Magallanes | 14 - 4     | Tiburones de La Guaira    | Universitario de Caracas  | 18 de diciembre | 7:30pm |               |
| Tigres de Aragua          | 9 - 7      | Cardenales de Lara        | Antonio Herrera Gutiérrez | 18 de diciembre | 7:30pm | Promar TV     |
| Leones del Caracas        | 2 - 9      | Águilas del Zulia         | Luis Aparicio "El Grande" | 18 de diciembre | 7:30pm | Meridiano TV  |
| Bravos de Margarita       | Suspendido | Caribes de Anzoátegui     | Alfonso Chico Carrasquel  | 19 de diciembre | 7:30pm | Meridiano Max |
| Tiburones de La Guaira    | 9 - 4      | Tigres de Aragua          | José Pérez Colmenares     | 19 de diciembre | 7:30pm |               |
| Cardenales de Lara        | 6 - 5      | Navegantes del Magallanes | José Bernardo Pérez       | 19 de diciembre | 7:30pm |               |
| Leones del Caracas        | 7 - 6      | Águilas del Zulia         | Luis Aparicio "El Grande" | 19 de diciembre | 7:30pm | Meridiano TV  |
| Navegantes del Magallanes | 7 - 4      | Águilas del Zulia         | Luis Aparicio "El Grande" | 20 de diciembre | 5:30pm | Venevisión    |
| Leones del Caracas        | 6 - 1      | Cardenales de Lara        | Antonio Herrera Gutiérrez | 20 de diciembre | 7:00pm | Meridiano TV  |
| Tigres de Aragua          | 4 - 0      | Tiburones de La Guaira    | Universitario de Caracas  | 20 de diciembre | 6:00pm |               |
| Caribes de Anzoátegui     | Suspendido | Bravos de Margarita       | Nueva Esparta             | 20 de diciembre | 6:00pm |               |
| Caribes de Anzoátegui     | Suspendido | Bravos de Margarita       | Nueva Esparta             | 20 de diciembre | 9:00pm |               |
| Tigres de Aragua          | 1 - 3      | Cardenales de Lara        | Antonio Herrera Gutiérrez | 21 de diciembre | 2:00pm | Venevisión    |
| Navegantes del Magallanes | 2 - 5      | Águilas del Zulia         | Luis Aparicio "El Grande" | 21 de diciembre | 4:00pm |               |
| Caribes de Anzoátegui     | 4 - 7      | Bravos de Margarita       | Nueva Esparta             | 21 de diciembre | 4:00pm |               |
| Caribes de Anzoátegui     | 0 - 2      | Bravos de Margarita       | Nueva Esparta             | 21 de diciembre | 7:15pm |               |
| Tiburones de La Guaira    | 7 - 6      | Leones del Caracas        | Universitario de Caracas  | 21 de diciembre | 6:00pm | Venevisión    |

| Tiburones de La Guaira    | 2 - 10 | Bravos de Margarita       | Nueva Esparta             | 22 de diciembre                             | 7:30pm |                          |
| Navegantes del Magallanes | 8 - 9  | Leones del Caracas        | Universitario de Caracas  | 22 de diciembre                             | 7:30pm | Meridiano TV             |
| Caribes de Anzoátegui     | 6 - 3  | Cardenales de Lara        | Antonio Herrera Gutiérrez | 22 de diciembre                             | 7:30pm | Promar TV                |
| Águilas del Zulia         | 1 - 5  | Tigres de Aragua          | José Pérez Colmenares     | 22 de diciembre                             | 5:30pm |                          |
| Tigres de Aragua          | 6 - 2  | Águilas del Zulia         | José Pérez Colmenares     | 22 de diciembre                             | 8:30pm |                          |
| Águilas del Zulia         | 1 - 4  | Tigres de Aragua          | José Pérez Colmenares     | 23 de diciembre                             | 4:00pm |                          |
| Caribes de Anzoátegui     | 9 - 7  | Navegantes del Magallanes | José Bernardo Pérez       | 23 de diciembre                             | 4:30pm | Venevisión Meridiano Max |
| Cardenales de Lara        | 12 - 7 | Leones del Caracas        | Universitario de Caracas  | 23 de diciembre                             | 5:00pm | Meridiano TV             |
| Tiburones de La Guaira    | 9 - 1  | Bravos de Margarita       | Nueva Esparta             | 23 de diciembre                             | 6:00pm |                          |
| Tigres de Aragua          | 5 - 4  | Leones del Caracas        | Universitario de Caracas  | 26 de diciembre                             | 7:30pm | Meridiano TV             |
| Tiburones de La Guaira    | 9 - 10 | Navegantes del Magallanes | José Bernardo Pérez       | 26 de diciembre                             | 7:30pm | Meridiano Max            |
| Bravos de Margarita       | 1 - 4  | Caribes de Anzoátegui     | Alfonso Chico Carrasquel  | 26 de diciembre                             | 7:30pm | TVO                      |
| Navegantes del Magallanes | 6 - 5  | Tigres de Aragua          | José Pérez Colmenares     | 27 de diciembre                             | 4:30pm | Meridiano Max Venevisión |
| Cardenales de Lara        | 5 - 4  | Tiburones de La Guaira    | Universitario de Caracas  | 27 de diciembre                             | 5:30pm | Meridiano TV             |
| Águilas del Zulia         | 7 - 3  | Caribes de Anzoátegui     | Alfonso Chico Carrasquel  | 27 de diciembre                             | 6:00pm | TVO                      |
| Leones del Caracas        | 9 - 7  | Bravos de Margarita       | Nueva Esparta             | 27 de diciembre                             | 7:00pm |                          |
| Tigres de Aragua          | 2 - 5  | Tiburones de La Guaira    | Universitario de Caracas  | 28 de diciembre Día de Los Santos Inocentes | 1:00pm | Venevisión               |
| Tigres de Aragua          | 4 - 7  | Tiburones de La Guaira    | Universitario de Caracas  | 28 de diciembre Día de Los Santos Inocentes | 4:00pm | Venevisión               |
| Navegantes del Magallanes | 3 - 8  | Cardenales de Lara        | Antonio Herrera Gutiérrez | 28 de diciembre Día de Los Santos Inocentes | 4:00pm | Promar TV                |
| Águilas del Zulia         | 11 - 8 | Caribes de Anzoátegui     | Alfonso Chico Carrasquel  | 28 de diciembre Día de Los Santos Inocentes | 6:00pm | Venevisión               |
| Leones del Caracas        | 4 - 3  | Bravos de Margarita       | Nueva Esparta             | 28 de diciembre Día de Los Santos Inocentes | 7:00pm |                          |

| Caribes de Anzoátegui  | 0 - 1 | Tiburones de La Guaira    | Universitario de Caracas  | 29 de diciembre | 7:30pm | Meridiano Max           |
| Leones del Caracas     | 3 - 5 | Navegantes del Magallanes | José Bernardo Pérez       | 29 de diciembre | 7:30pm | Venevisión Meridiano TV |
| Tigres de Aragua       | 3 - 4 | Cardenales de Lara        | Antonio Herrera Gutiérrez | 29 de diciembre | 7:30pm | Promar TV               |
| Bravos de Margarita    | 2 - 4 | Águilas del Zulia         | Luis Aparicio "El Grande" | 29 de diciembre | 7:30pm |                         |
| Bravos de Margarita    | 2 - 3 | Águilas del Zulia         | Luis Aparicio "El Grande" | 30 de diciembre | 1:00pm |                         |
| Tiburones de La Guaira | 4 - 2 | Navegantes del Magallanes | José Bernardo Pérez       | 30 de diciembre | 7:30pm | Meridiano TV            |
| Caribes de Anzoátegui  | 1 - 5 | Tigres de Aragua          | José Pérez Colmenares     | 30 de diciembre | 7:30pm |                         |
| Cardenales de Lara     | 5 - 7 | Leones del Caracas        | Universitario de Caracas  | 30 de diciembre | 7:30pm | Meridiano Max           |

## Jugador de la Semana Multinacional de Seguros
| Semana       | Pos | Jugador         | Equipo                    | JJ | VB | CA | H  | H2 | H3 | HR | CI | AVE  |
| ------------ | --- | --------------- | ------------------------- | -- | -- | -- | -- | -- | -- | -- | -- | ---- |
| Semana 1     | C   | Luis Oliveros   | Águilas del Zulia         | 6  | 20 | 3  | 9  | 4  | 0  | 0  | 8  | .450 |
| Semana 2     | 1B  | Josh Kroeger    | Leones del Caracas        | 6  | 19 | 6  | 10 | 1  | 0  | 3  | 8  | .526 |
| Semana 3     | 3B  | José Castillo   | Leones del Caracas        | 6  | 23 | 7  | 11 | 6  | 0  | 2  | 13 | .478 |
| Semana 5     | 1B  | Pablo Sandoval  | Navegantes del Magallanes | 6  | 21 | 6  | 10 | 1  | 0  | 4  | 6  | .476 |
| Semana 6     | 3B  | Jesús Guzmán    | Leones del Caracas        | 4  | 14 | 3  | 7  | 2  | 1  | 1  | 6  | .500 |
| Semana 7     | CF  | Gerardo Parra   | Águilas del Zulia         | 5  | 22 | 7  | 12 | 3  | 0  | 3  | 11 | .545 |
| Semana 8     | 1B  | Celestino López | Cardenales de Lara        | 6  | 23 | 6  | 9  | 1  | 0  | 2  | 8  | .391 |
| Semana 9     | 1B  | Héctor Giménez  | Tigres de Aragua          | 6  | 25 | 6  | 10 | 5  | 0  | 2  | 8  | .400 |
| Semana 11-12 | 1B  | Héctor Giménez  | Tigres de Aragua          | 8  | 30 | 5  | 9  | 2  | 0  | 3  | 14 | .300 |

| Semana    | Pos | Jugador      | Equipo                 | JJ | JG | JP | JS | IP   | H  | BB | SO | EFE  |
| --------- | --- | ------------ | ---------------------- | -- | -- | -- | -- | ---- | -- | -- | -- | ---- |
| Semana 4  | P   | Brian Gordon | Tiburones de La Guaira | 2  | 2  | 0  | 0  | 14.0 | 11 | 2  | 14 | 0.00 |
| Semana 10 | P   | David Austen | Águilas del Zulia      | 2  | 2  | 0  | 0  | 11.0 | 9  | 2  | 6  | 0.00 |

### Líderes de bateo
| Departamento                 | Jugador                   | Equipo                              | Cantidad |
| ---------------------------- | ------------------------- | ----------------------------------- | -------- |
| Líder Bate                   | Pablo Sandoval            | Navegantes del Magallanes           | .396     |
| Líder de Jonrones            | Maximiliano Ramírez       | Tiburones de La Guaira              | 15       |
| Líder de Carreras anotadas   | Jesús Guzmán              | Leones del Caracas                  | 48       |
| Líder de Carreras impulsadas | Jesús Guzmán              | Leones del Caracas                  | 67       |
| Líder de Bases robadas       | Eider Torres              | Bravos de Margarita                 | 16       |
| Líder de Hits                | Gerardo Parra             | Águilas del Zulia                   | 82       |
| Líder de Dobles              | Gerardo Parra             | Águilas del Zulia                   | 19       |
| Líder de Triples             | Sam Fuld Hernán Iribarren | Tigres de Aragua Cardenales de Lara | 5 5      |

### Líderes de pitcheo
| Departamento              | Jugador               | Equipo              | Cantidad |
| ------------------------- | --------------------- | ------------------- | -------- |
| Líder de Efectividad      | David Austen          | Águilas del Zulia   | 1.98     |
| Líder de Ganados          | David Austen          | Águilas del Zulia   | 8        |
| Líder de Salvados         | Álex Serrano          | Bravos de Margarita | 15       |
| Líder de Ponches          | Juan Carlos Gutiérrez | Leones del Caracas  | 56       |
| Líder de Innings lanzados | Horacio Estrada       | Tigres de Aragua    | 68.1     |

## Round Robin
Luego de un triple empate en el primer lugar, se debió llevar a una jornada extra para definir los dos equipos finalistas.
| Pos | Equipo                 | J  | G | P  | AVE. | V | Racha |
| --- | ---------------------- | -- | - | -- | ---- | - | ----- |
| 1   | Tigres de Aragua       | 16 | 9 | 7  | .563 | - | 1P    |
| 2   | Leones del Caracas     | 16 | 9 | 7  | .563 | - | 2G    |
| 3   | Tiburones de La Guaira | 16 | 9 | 7  | .563 | - | 2G    |
| 4   | Cardenales de Lara     | 16 | 7 | 9  | .438 | 2 | 2P    |
| 5   | Águilas del Zulia      | 16 | 6 | 10 | .375 | 3 | 2P    |

|  | Quedó eliminado |

### Juegos Extras
| Pos | Equipo             | C | H | E |
| --- | ------------------ | - | - | - |
| 1   | Leones del Caracas | 5 | 6 | 0 |
| 2   | Tigres de Aragua   | 2 | 6 | 1 |

|  | Clasifica a la final                    |
|  | Juega contra los Tiburones de La Guaira |

| Pos | Equipo                 | C | H | E |
| --- | ---------------------- | - | - | - |
| 2   | Tiburones de La Guaira | 1 | 8 | 0 |
| 1   | Tigres de Aragua       | 3 | 5 | 0 |

|  | Clasifica a la final |
|  | Queda eliminado      |

## Serie Final
La final se disputó entre el 23 de enero de 2009 hasta el 30 de enero de 2009.
| Pos | Equipo             | J | G | P | AVE. | V | Racha |
| --- | ------------------ | - | - | - | ---- | - | ----- |
| 1   | Tigres de Aragua   | 7 | 4 | 3 | .600 | - | 2G    |
| 2   | Leones del Caracas | 7 | 3 | 4 | .400 | 1 | 2P    |

| Juego      | Visitante          | Resultado | Casa               | Estadio                  | TV                                     |
| ---------- | ------------------ | --------- | ------------------ | ------------------------ | -------------------------------------- |
| 1.er Juego | Tigres de Aragua   | 6-7       | Leones del Caracas | Universitario de Caracas | Meridiano TV, Venevisión Meridiano Max |
| 2.º Juego  | Tigres de Aragua   | 11-2      | Leones del Caracas | Universitario de Caracas | Meridiano TV, Venevisión Meridiano Max |
| 3.er Juego | Leones del Caracas | 4-2       | Tigres de Aragua   | José Pérez Colmenares    | Meridiano TV, Venevisión Meridiano Max |
| 4.º Juego  | Leones del Caracas | 3-4       | Tigres de Aragua   | José Pérez Colmenares    | Meridiano TV, Venevisión Meridiano Max |
| 5.º Juego  | Leones del Caracas | 3-2       | Tigres de Aragua   | José Pérez Colmenares    | Meridiano TV, Venevisión Meridiano Max |
| 6.º Juego  | Tigres de Aragua   | 10-6      | Leones del Caracas | Universitario de Caracas | Meridiano TV, Venevisión Meridiano Max |
| 7.º Juego  | Tigres de Aragua   | 7-3       | Leones del Caracas | Universitario de Caracas | Meridiano TV, Venevisión Meridiano Max |

Tigres de Aragua

Campeón

## Distinciones
Los premios se otorgan después de la temporada regular. Hasta la campaña pasada se otorgaba el Premio al Relevista del año. A partir de la 2008/09 se anexaron otras 2 categorías: Cerrador del Año y Setup del Año.
| Premio            | Jugador             | Equipo                 |
| ----------------- | ------------------- | ---------------------- |
| Productor del Año | Jesús Guzmán        | Leones del Caracas     |
| Mánager del Año   | Frank Kremblas      | Leones del Caracas     |
| Cerrador del Año  | Álex Serrano        | Bravos de Margarita    |
| Setup del Año     | Luke Gregerson      | Bravos de Margarita    |
| Regreso del Año   | Wilfredo Romero     | Tiburones de La Guaira |
| Novato del Año    | Maximiliano Ramírez | Tiburones de La Guaira |
| Pitcher del Año   | David Austen        | Águilas del Zulia      |
| Más Valioso       | Jesús Guzmán        | Leones del Caracas     |

- Premio "Víctor Davalillo":  Jesús Guzmán
- Premio "José Carrao Bracho":  David Austen
- Premio "Alfonso Chico Carrasquel":  Frank Kremblas

## Representación en el Caribe
| Pos | Equipo              | J | G | P | AVE. | V    | Racha |
| --- | ------------------- | - | - | - | ---- | ---- | ----- |
| 1   | Tigres de Aragua    | 6 | 5 | 1 | -    | .833 | 1P    |
| 2   | Venados de Mazatlán | 6 | 3 | 3 | 2    | .500 | 2P    |
| 3   | Leones de Ponce     | 6 | 2 | 4 | 3    | .333 | 2G    |
| 4   | Tigres del Licey    | 6 | 2 | 4 | 3    | .333 | 1G    |

|  | Campeón de la Serie del Caribe 2009 |
|  | Eliminado                           |